# マシュー・モーガン (ラグビー選手)
マシュー・モーガン（Matthew Morgan、1992年4月23日 - ）は、ユナイテッド・ラグビー・チャンピオンシップ、カーディフ・ラグビーに所属するラグビー選手。

## プロフィール
- ウェールズ・スウォンジー出身。
- ポジションはスタンドオフ(SO)、フルバック(FB)。
- 身長 173cm、体重 78kg
- U20ウェールズ代表に選ばれたことがある[1]。
- ウェールズ代表キャップは5(2021年1月現在)でラグビーワールドカップ2015のウェールズ代表に選ばれた[2]。

## 略歴
スウォンジー、オスプリーズ、ブリジェンド、ブリストルを経て、2016年、カーディフ・ブルーズに加入。